# Городское поселение город Олёкминск
Городско́е поселе́ние город Олёкминск — муниципальное образование в Олёкминском районе Якутии Российской Федерации.
Административный центр — город Олёкминск.

## История
Статус и границы городского поселения установлены Законом Республики Саха (Якутия) от 30 ноября 2004 года N 173-З N 353-III «Об установлении границ и о наделении статусом городского и сельского поселений муниципальных образований Республики Саха (Якутия)».

## Население
| 2011    | 2012    | 2013    | 2014    | 2015    | 2016    | 2017    |
| ------- | ------- | ------- | ------- | ------- | ------- | ------- |
| 10 717  | ↘10 624 | ↘10 599 | ↘10 472 | ↘10 446 | ↗10 463 | ↗10 475 |
| 2018    | 2019    | 2020    | 2021    |         |         |         |
| ↗10 490 | ↗10 539 | ↘10 453 | ↘9348   |         |         |         |

## Состав городского поселения
| № | Населённый пункт | Тип населённого пункта        | Население |
| - | ---------------- | ----------------------------- | --------- |
| 1 | Авиапорт         | село                          | ↘258      |
| 2 | Затон ЛОРПа      | село                          | ↘1        |
| 3 | Нефтебаза        | село                          | ↘205      |
| 4 | Олёкминск        | город, административный центр | ↗8457     |
| 5 | Селиваново       | посёлок                       | ↘486      |